# Catedral de Hereford
La Catedral de Hereford, conocida oficialmente como Iglesia Catedral de la Virgen María y San Ethelberto Rey,  en inglés; Cathedral Church of St Mary the Virgin and St Ethelbert the King es una catedral anglicana, sede del obispado de la ciudad del mismo nombre, en el condado de Herefordshire, en la región de West Midlands (Inglaterra). Construida en estilo gótico temprano entre los años 1079 y 1140. En su biblioteca se conserva el conocido Mapamundi de Hereford que data del siglo XIII.

## Historia
La primera catedral de Hereford fue un templo de piedra levantado en el siglo VII que en el año 1056 fue totalmente destruido por tropas galesas e irlandesas. A partir del año 1079, con el nombramiento Robert the Lotharingian como obispo de la ciudad, comienza la construcción de la nueva catedral bajo la influencia artística normanda, que en una primera fase, quedaría terminada hacia 1140. A lo largo del siglo XIII se suceden las obras, el trasaltar, el crucero o la cripta fueron construidos en esta época. Durante la primera mitad del siglo XIV se levanta la gran torre central y a mediados de siglo la torre occidental. Ya en 1535 se finaliza la fachada norte. El lunes de pascua de 1786 se produjo el derrumbe de la torre occidental, afectando gravemente a la fachada oeste y a parte de la nave.

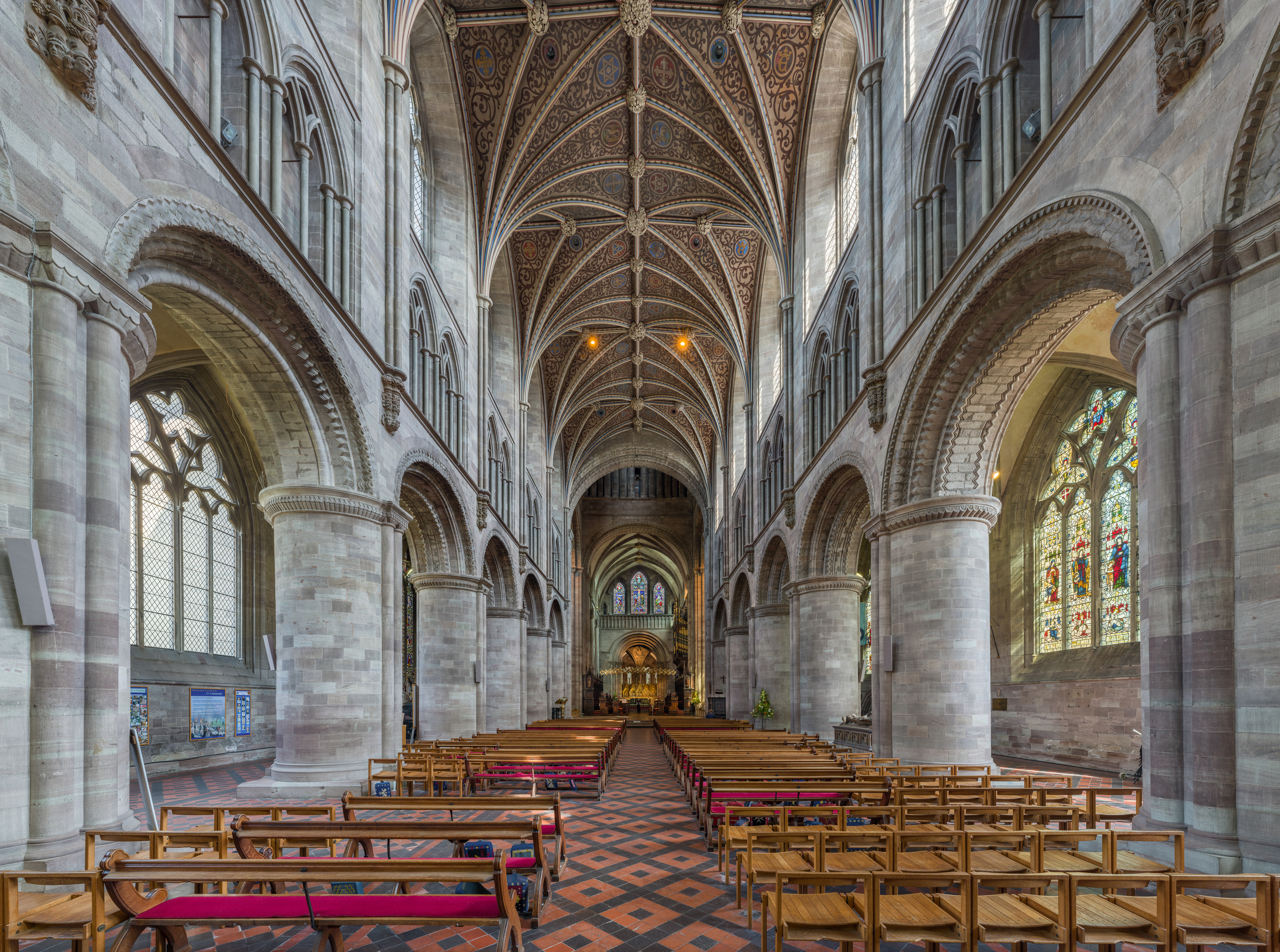
Columnas normandas de la Catedral de Hereford

A mediados del siglo XIX se llevó a cabo una importante restauración del templo, las obras se prolongaron desde 1841 hasta el 30 de junio de 1863, fecha en la que fue reabierta al culto. Las obras de restauración del coro fueron dirigidas por George Gilbert Scott.
El interior está decorado con elementos propios de la arquitectura normanda destacando las grandes y robustas columnas de la nave central formando arcadas de medio punto ricamente decoradas con elementos geométricos bajo el triforio. En el trasaltar, justo encima de la cripta, destaca la capilla de la señora, Lady Chapel. Construida en estilo gótico temprano, en su extremos este se abren cinco bellas ventanas ojivales, cada una de ellas con la parte superior abierta en forma de trébol de cuatro hojas.

## Biblioteca y Mapamundi
Si bien es cierto que el templo llama la atención por su fachada e interior, hay que destacar que la catedral de Hereford cuenta con muchos más tesoros que los puramente arquitectónicos. La gran biblioteca, inaugurada por la reina Isabel II en 1996, cuenta con más de 1400 libros y 200 manuscritos escritos entre el siglo VIII y el XVI. Entre los escritos destacan la conocida como Biblia "de la sidra" o los "Evangelios de Hereford" que datan del año 800. También cuenta con uno de los cuatro ejemplares que se conocen de la Carta Magna de 1217 de Enrique III

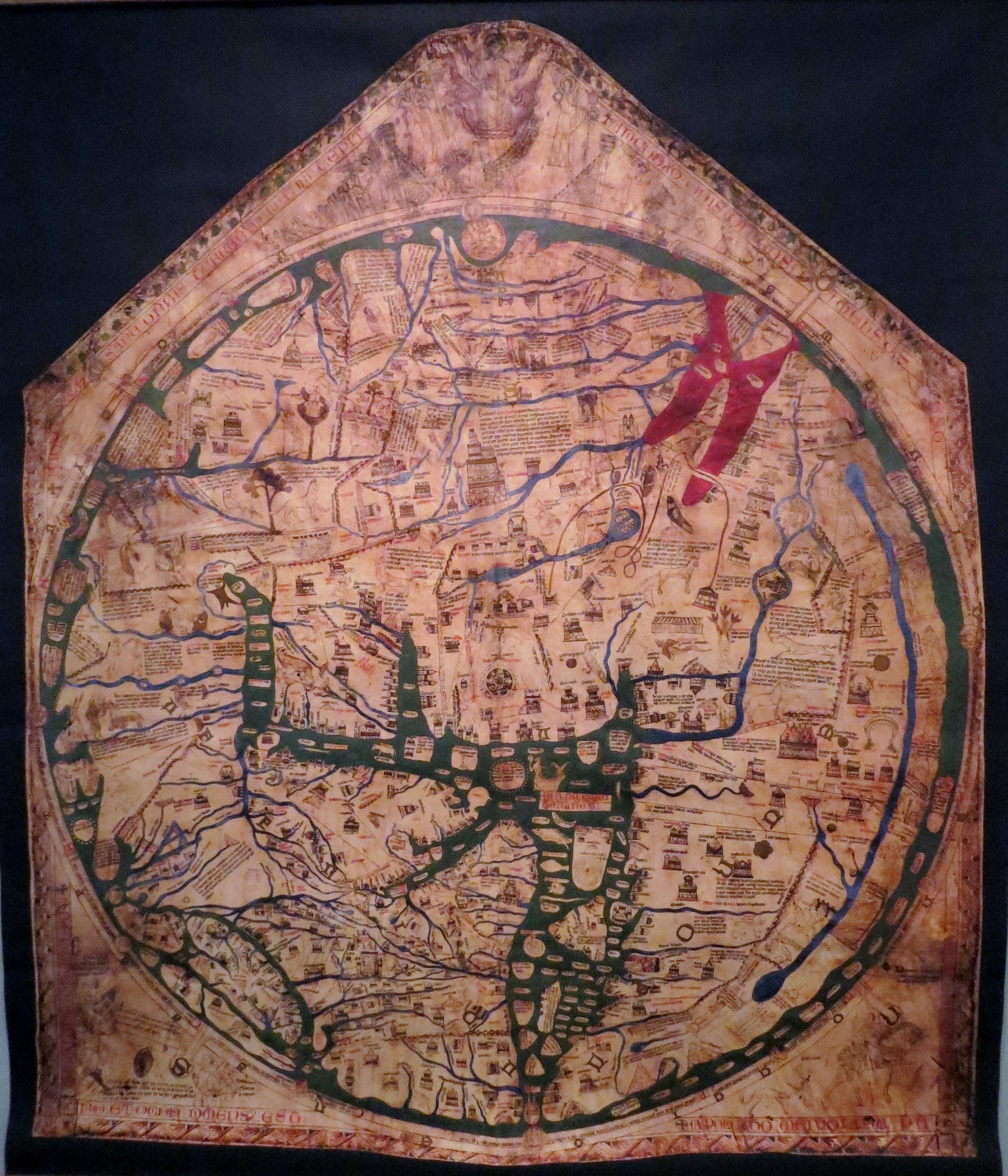
Réplica del Mappa Mundi de Hereford

Pero si por algo es mundialmente conocida la catedral de Hereford es por albergar en su interior el mayor mappa mundi medieval del que se tiene constancia. El mapamundi de Hereford data aproximadamente del año 1300 y su autoría se atribuye a Richard de Haldinghames, prebendado de Lafford. Para elaborar el mapa, Haldinghames siguió el patrón cartográfico de tipo T-O creado por Isidoro de Sevilla en el siglo VII. Este tipo de mapas sitúa a Jerusalén en el centro de la tierra, la O representa el mundo rodeado por el océano y la T hace referencia a la articulación del espacio interior a la vez que alude a la cruz. El eje vertical sería el mar Mediterráneo que separa Europa y África, y el horizontal se articula a partir del Nilo.
El mapamundi de Hereford está realizado en una sola lámina de vitela, mide 158 cm por 133 cm y en él aparecen además de lugares y elementos bíblicos, como un Cristo crucificado en el Calvario, el ángel de la Anunciación, María y el Espíritu Santo o el Arca de Noé, numerosas referencias a la mitología clásica como el Monte Olimpo, el laberinto del minotauro en la Isla de Creta o las columnas de Hércules en el estrecho de Gibraltar. Ciudades reales se mezclan con otras míticas, aparecen animales fantásticos como unicornios o dragones y las razas humanas se representan también entre la mitología y el anacronismo, pudiéndose distinguir entre las 35 figuras humanas a gigantes, judíos, escitas, trogloditas, cátaros o cinocéfalos entre otros. Otra característica del mapa es que aparece representado el paraíso, en forma de isla redonda en un extremo de La Tierra.
Se cree que el mapamundi debió de servir como retablo en alguna capilla de la catedral, expuesto allí para mostrar a los fieles la variedad del mundo. Durante la convulsa época del interregno inglés permaneció oculto bajo el suelo de la catedral. En 1885 fue restaurado en el Museo Británico. Actualmente se encuentra expuesto en la biblioteca de la catedral.